# The Avalanche
The Avalanche (em português:  A Avalanche) é um filme de drama mudo norte-americano, dirigido por George Fitzmaurice. Lançado em 1919, foi protagonizado por Elsie Ferguson e Warner Oland. É considerado um filme perdido.

## Elenco
- Elsie Ferguson - Chichita, Madame Delano, Helene
- Lumsden Hare - Price Ruyler
- Zeffie Tilbury - Sra. Ruyler
- Fred Esmelton - John Harvey
- William Roselle - Ferdie Derenforth
- Grace Field - Sybil Price
- Warner Oland - Nick Delano
- Harry Wise - ?
- George Dupre - ?